# 敏德亞

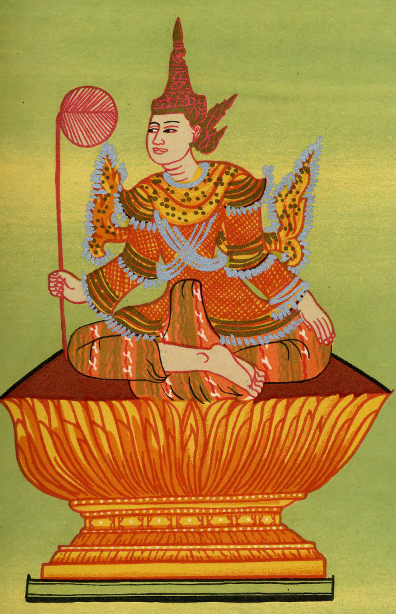
敏德亞

敏德亞（發音：[mɪ́ɴ təjá]）是37尊官方緬甸神靈之一，生前是緬甸阿瓦王朝君主多羅般。
傳說多羅般與森林仙女邂逅、相愛並野合，在仙女消失後多羅般陷入瘋狂。不久，精神失常的多羅般被覬覦王位的太公總督梯訶波帝謀殺。多羅般死後被奉為緬甸神靈敏德亞。敏德亞一般被描繪成右手持扇、左手置膝、身著王家服飾的坐姿男子。